# سیفورد، استرالیای جنوبی
سیفورد (به انگلیسی: Seaford) یک حومه شهر در استرالیا است که در استرالیای جنوبی واقع شده‌است.